# UGM-27 Polaris
UGM-27 Polaris var västvärldens första ubåtsbaserade ballistiska robot och samtida med den sovjetiska R-13 (SS-N-4 Sark).

## Bakgrund
På 1950-talet bestod Amerikanska flottans kärnvapenarsenal av hangarfartygsbaserade bombflygplan som A-2 Savage och A-3 Skywarrior samt kryssningsrobotar som RGM-6 Regulus och RGM-15 Regulus II. Bombplanen och kryssningsrobotarna delade samma nackdelar; De kunde anfallas och slås ut i ett förebyggande anfall och de kunde skjutas ner på väg mot målet. Ubåtar med kryssningsrobotar kunde visserligen hålla sig dolda, men för att avfyra robotarna var de tvungna att gå upp i ytläge, rigga upp avfyringsrampen samt ladda och tanka robotarna. Detta tog tid och under den tiden var ubåten mycket sårbar.
För att åtgärda dessa nackdelar behövde flottan en ballistisk robot som kunde avfyras från en ubåt i undervattensläge. 1955 började därför utvecklingen av en marin version av PGM-19 Jupiter. Jupiter-robotarnas största nackdel var att de drevs av flytande bränsle som var direkt olämpligt att förvara ombord på ubåtar. Därför projekterades en version med fast bränsle kallad Jupiter S, men det projektet stoppades snart också eftersom man valde att satsa på den mindre och billigare Polaris-roboten.

## Utveckling
Utvecklingen av Polaris började 1956. De första fyra provskjutningarna misslyckades, först i april 1958 gjordes den första lyckade provskjutningen från Cape Canaveral. I juni 1960 avfyrades en robot för första gången i undervattensläge från ubåten USS George Washington och i maj 1962 genomfördes den enda skarpa skjutning med en kärnvapenladdad robot från hennes systerfartyg USS Ethan Allen.
De första Polaris-robotarna hade relativt dålig precision, men deras placering ombord på ubåtar gjorde dem till idealiska andraslagsvapen för att upprätthålla terrorbalansen.

## Storbritannien
Som en följd av att Skybolt-programmet stoppades erbjöds Storbritannien 1962 att erhålla Polaris-robotar inom ramen för Nassauöverenskommelsen. Överenskommelsen gick ut på att USA erbjöd Storbritannien kärnvapen mot att de ställdes under SACEUR:s befäl. Ett avtal om överföring av Polaris-robotar träffades i april 1963 och de första brittiska robotarna togs i tjänst ombord på HMS Resolution 1967.
Polaris-robotarna var från början inte konstruerade att tränga igenom robotförsvaret runt Moskva, och med en så begränsad mängd robotar som Royal Navy hade till sitt förfogande, ofta bara en ubåt på patrull samtidigt, hade den avskräckande förmågan blivit lidande om man inte hade kunnat det. Man började därför att utveckla ett motmedelssystem med störsändare och skenmål som följer med stridsspetsarna mot målet och försvårar för eventuellt robotförsvar. Systemet kallas Chevaline.

## Italien
När den italienska kryssaren Giuseppe Garibaldi moderniserades 1957–1961 försågs hon som första fartyg i NATO:s Multilateral Nuclear Force (MNF) med fyra avfyringstuber för Polaris-robotar. En del lyckade testskjutningar gjordes 1961 och 1962, men sedan lades MNF ner som en följd av Kubakrisen. Italien började utveckla en egen kärnvapenrobot under namnet Alfa, men det projektet lades också ner när Italien skrev på icke-spridningsavtalet 1968.

## Versioner
- UGM-27A Polaris A1 Första versionen med 2200 km räckvidd och en W47 kärnladdning.
- UGM-27B Polaris A2 Andra versionen med längre förstastegsmotor och lättare andrasteg i glasfiberplast i stället för stål.
- UGM-27C Polaris A3 Tredje versionen med glasfiber i förstasteget, en helt ny andrastegsmotor och tre stridsspetsar i stället för en.
- Polaris B3 En förstudie som ledde fram till UGM-73 Poseidon.